# Charops (Vater des Oiagros)
Charops (altgriechisch Χάροψ Chárops) ist in der griechischen Mythologie ein Thraker, der Vater des Oiagros und Großvater des Orpheus.
Charops setzt Dionysos bei dessen Eroberungsfeldzug gegen Thrakien vom bevorstehenden nächtlichen Attentat des thrakischen Königs Lykurgos in Kenntnis. Nach dem Sieg über Lykurgos und dessen Tod wird Charops von Dionysos aus Dank dafür als König von Thrakien eingesetzt und in die bakchischen Weihen eingeweiht, die er an seine Nachfolger Oiagros und Orpheus weitergibt.